# Bolívar (Valle del Cauca)
Bolívar è un comune della Colombia facente parte del dipartimento di Valle del Cauca.
L'abitato venne fondato nel 1567 come "Santa Ana del Pescador", mentre l'istituzione del comune è dell'8 gennaio 1884.